# Дубна (университет)
Федеральное государственное бюджетное образовательное учреждение высшего образования «Университет «Дубна» — высшее учебное заведение в технополисе Дубна Московской области (Россия).

## История
Университет основан при участии Российской академии естественных наук, Объединённого института ядерных исследований (ОИЯИ), администрации города Дубны. 27 сентября 1994 года на базе бывшего военного училища был создан Международный университет природы, общества и человека «Дубна». Первым ректором стал президент РАЕН, доктор технических наук, профессор Олег Леонидович Кузнецов. Первоначальный учредитель — правительство Московской области. 
18 января 2001 года вузу был присвоен статус «Губернаторский университет». С 2001 года обладает статусом губернаторского университета.
В 2008 году университет возглавил ректор Дмитрий Владимирович Фурсаев, доктор физико-математических наук. О. Л. Кузнецов занял должность президента университета.
22 апреля 2015 года университет был реорганизован и переименован в государственный университет «Дубна». К нему были присоединены «Дмитровский государственный политехнический колледж» в городе Дмитров; «Котельниковский промышленно-экономический техникум» в городе Котельники; «Московский областной государственный колледж технологий, экономики и предпринимательства» в городе Лыткарино.
11 февраля 2019 года на базе университета «Дубна» при участии правительства Московской области, Объединённого института ядерных исследований и МГТУ имени Н. Э. Баумана была открыта Международная инженерная школа для подготовки инженеров-физиков в области конструирования и эксплуатации физических установок и оборудования.
В 2022 году университет перешёл из собственности Московской области в федеральную собственность, учредителем его стало Минобрнауки РФ.

## Достижения
- 118 элемент таблицы Д. И. Менделеева Оганесон (Og) был назван именем Юрия Цолаковича Оганесяна, научного руководителя лаборатории ядерных реакций им. Г. Н. Флёрова ОИЯИ и заведующего кафедрой ядерной физики в государственном университете «Дубна». Научный вклад Ю. Ц. Оганесяна состоит в открытии сверхтяжёлых элементов, исследовании трансактиноидных элементов и прогрессе в ядерной физике сверхтяжёлых элементов, включая экспериментальное подтверждение существования «острова стабильности»[9][10]. Ю. Ц. Оганесян стал вторым учёным, после Г. Т. Сиборга, чьим именем при жизни был назван химический элемент[11].

- Игорь Борисович Немченок, учёный секретарь, заведующий кафедрой нанотехнологий и новых материалов университета «Дубна», в 2016 году в составе авторского коллектива стал лауреатом международной премии Breakthrough Prize в области фундаментальной физики за исследования нейтринных осцилляций[12][13].

- Университет «Дубна» стал лауреатом Национальной экологической премии имени В. И. Вернадского 2020 в номинации «Экологическое образование в интересах устойчивого развития» с проектом «Развитие муниципальной системы непрерывного экологического образования на основе формирования экологической культуры жителей»[14][15].

## Критика
По данным русской службы BBC в марте 2012 года студенты университета подали в прокуратуру заявление о проверке действий руководства учебного заведения. Учащиеся утверждали, что сотрудники университета организовали принудительный выезд студентов для участия в политической акции на Манежной площади в Москве 5 марта 2012 года. Ректор университета обвинения отрицал.